# Per Frick
Per Frick (sinh ngày 14 tháng 4 năm 1992) là một cầu thủ bóng đá người Thụy Điển thi đấu cho IF Elfsborg ở Allsvenskan ở vị trí tiền đạo.

## Bàn thắng quốc tế
Tỉ số và kết quả liệt kê bàn thắng của Thụy Điển trước.
| #  | Ngày                | Địa điểm                                  | Đối thủ  | Tỉ số | Kết quả | Giải đấu |
| -- | ------------------- | ----------------------------------------- | -------- | ----- | ------- | -------- |
| 1. | 12 tháng 1 năm 2017 | Sân vận động Armed Forces, Abu Dhabi, UAE | Slovakia | 5–0   | 6–0     | Giao hữu |